# Gerhard I. von Lohn

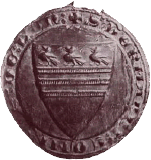
Siegel der Herren von Lohn

Gerhard I. von Lohn (* im 11. Jahrhundert; † um 1092) war der erste Graf in der Herrlichkeit Lohn, deren Gebiet sich bis zu ihrem Untergang im Jahre 1316 über das Westmünsterland und Teile der Region Achterhoek in der Provinz Gelderland erstreckte, und damit Stammvater der Edelherren von Lohn.
Über sein Leben ist kaum etwas bekannt. 1085 wurde er als Gerhardus de Laon zusammen mit seinem Sohn Gottschalk (Godascalcus filius eius) in einer Urkunde Bischof Erphos erstmals urkundlich erwähnt. Nach Gerhards Tod trat Gottschalk die Nachfolge als Graf von Lohn an.